# Adolf Pizcueta
Adolf Pizcueta i Alfonso (Valencia, 1901 - 1989) fue un político y promotor cultural de la Comunidad Valenciana, España.

## Biografía
Fue presidente de la Joventut Valencianista en 1921 y había colaborado en Pàtria Nova, pero en 1923 se separó de Unió Valencianista Regional con el grupo liberal que promovió la revista Valencia Nova. Colaboró también en El Crit de la Muntanya, Nostra Parla i Correspondencia de Valencia. En 1928 fundó y dirigió la editorial la Estrella y fue uno de los directores de Taula de Lletres Valencianes, desde donde en 1932 impulsó la unificación ortográfica del catalán para la Comunidad valenciana en las Normas de Castellón. 
En 1933 contactó con Enric Valor y con Miquel Duran i Tortajada, y con ellos dirigió en 1935 la sociedad Proa y su órgano de expresión, Timó. También fue miembro fundador de la Agrupación Valencianista Republicana y dirigió Avant. Durante la guerra civil española permaneció en Valencia y formó parte de la delegación valenciana en el II Congreso Internacional de Defensa de la Cultura de 1937. 
Después de la guerra se dedicó a empresas editoriales en catalán en la Comunidad Valenciana, a pesar de las prohibiciones, así como a la sección de literatura y filología de Lo Rat Penat. Promovió la reanudación de la editorial Estrella en 1962, y presidió la Fundación Cayetano Huguet y la sociedad de publicaciones Bibliovasa. En 1978 fue nombrado vicepresidente de Acció Cultural del País Valencià. En 1985 donó su biblioteca a la Biblioteca Valenciana y en 1987 recibió la Cruz de Sant Jordi de la Generalidad de Cataluña.